# Anguilla vid världsmästerskapen i friidrott 2022
Anguilla tävlade vid världsmästerskapen i friidrott 2022 i Eugene i USA mellan den 15 och 24 juli 2022. Anguilla hade en trupp på en idrottare.

## Resultat
Gång- och löpgrenar
| Idrottare     | Gren                | Försöksheat | Försöksheat | Semifinal        | Semifinal        | Final            | Final            |
| Idrottare     | Gren                | Resultat    | Placering   | Resultat         | Placering        | Resultat         | Placering        |
| ------------- | ------------------- | ----------- | ----------- | ---------------- | ---------------- | ---------------- | ---------------- |
| Aiden Hazzard | Herrarnas 400 meter | 51,44 0SB0  | 40          | Gick inte vidare | Gick inte vidare | Gick inte vidare | Gick inte vidare |